# Isabel (Dakota Południowa)
Isabel – miasto w Stanach Zjednoczonych, w stanie Dakota Południowa, w hrabstwie Dewey.